# Erik Nilsson
Erik Nilsson (6. srpen 1916 Malmö – 9. září 1995) byl švédský fotbalista. Hrával na pozici obránce.
Se švédskou fotbalovou reprezentací získal bronzovou medaili na mistrovství světa 1950. Na tomto turnaji byl federací FIFA zpětně zařazen do all-stars týmu. Hrál též na světovém šampionátu roku 1938, kde Švédové skončili čtvrtí. Má i dvě medaile z olympijských her: Zlato z Londýna 1948 a bronz z Helsinek 1952. Celkem za národní tým odehrál 57 utkání.
Celou svou kariéru (1934–1953) strávil ve švédském klubu Malmö FF. Odehrál za něj 326 prvoligových utkání a získal s ním čtyři mistrovské tituly.
Roku 1950 byl vyhlášen nejlepším fotbalistou Švédska.